# باربارا شت
 باربارا شت (انگلیسی: Barbara Schett؛ زاده ۱۰ مارس ۱۹۷۶) یک تنیس‌باز اهل اتریش است.